# Humaying
Humaying (kinesiska: 胡麻营乡, 胡麻营) är en socken i Kina. Den ligger i provinsen Hebei, i den norra delen av landet, omkring 140 kilometer norr om huvudstaden Peking. Antalet invånare är 15 207. Befolkningen består av 7 272 kvinnor och 7 935 män. Barn under 15 år utgör 19,0 %, vuxna 15-64 år 71 %, och äldre över 65 år 9,0 %.
Genomsnittlig årsnederbörd är 653 millimeter. Den regnigaste månaden är juni, med i genomsnitt 171 mm nederbörd, och den torraste är januari, med 3 mm nederbörd.